# Igor Tiurin
Igor Aleksandrowicz Tiurin (ros. Игорь Александрович Тюрин ur. 13 czerwca 1987 w Uwarowie) – rosyjski siatkarz, grający na pozycji atakującego.

## Przebieg kariery
| 2007–2009             | Dinamo Moskwa II             |
| 2009–2010             | Dinamo Moskwa                |
| 2010–2014             | Gubiernija Niżny Nowogród    |
| 2014–2016             | Fakieł Nowy Urengoj          |
| 2016–2017             | Dinamo-LO                    |
| 2017–2018             | Fakieł Nowy Urengoj          |
| 2018–2019             | Menghi Shoes Macerata        |
| 2019–2021             | Geosat Geovertical Lagonegro |
| 2022– (od 30.01.2022) | Afyon Belediye Yüntaş        |

## Sukcesy klubowe
Superpuchar Rosji:
- 2009

Liga Mistrzów:
- 2010

Mistrzostwo Rosji:
- 2010

Puchar CEV:
- 2014

Puchar Challenge:
- 2016